# Hermann-Böse-Gymnasium
Das Hermann-Böse-Gymnasium im Bremer Stadtteil Schwachhausen ist ein staatliches, zweisprachiges Gymnasium, Europaschule und IB World School in der Nähe des Bremer Hauptbahnhofs.
Das Gebäude steht seit 1977 unter bremischen Denkmalschutz.

## Geschichte

### Zur Schule
Gegen Ende des 19. Jahrhunderts war die Zahl der Schüler der Hauptschule zu Bremen mit ihren beiden Zweigen Gymnasium und Handelsschule auf zusammen 1300 angewachsen. Die weitere Zunahme der Schülerzahlen in Bremen und das Streben hin zu technisch/naturwissenschaftlichen Berufen war Grund für eine neue Reformschule, die dem Reformkonzept des Frankfurter Schulsystems von 1892 entsprach. Neben dem bisherigen altphilologischen Alten Gymnasium und dem eher neusprachlichen Neuen Gymnasium am Barkhof wurde an Stelle der Handelsschule eine Realvollanstalt (Realgymnasium) mit dem Akzent auf Mathematik, Naturwissenschaften und neue Sprachen notwendig, das heutige Hermann-Böse-Gymnasium und eine lateinlose Oberschule, die an der Dechanatstraße entstand. Am 5. bzw. 8. Dezember entschieden Bremische Bürgerschaft bzw. Senat über die Teilung der Hauptschule.
Dieser Tradition ist das Gymnasium bis heute treu geblieben, wie sich an zahlreichen herausragenden Platzierungen bei Jugend forscht sowie den Unterrichtsschwerpunkten Wirtschaft in der Oberstufe und dem bilingualen englischen Zweig zeigt.
1901 wurde ein Architekten-Wettbewerb für die beiden Neubauten Neues Gymnasium und Realgymnasium ausgeschrieben, an dem für das Neue Gymnasium 142 und für die Realvollanstalt 80 Entwürfe eingesandt wurden. Wettbewerbssieger für das Realgymnasium war die Architektengruppe Paul Kranz, Ferdinand Köhler und Otto Gröffel aus Berlin-Charlottenburg. Die Baudurchführung von 2002 bis April 2005 oblag der Hochbauinspektion Bremen. Am 19. April 1906 wurde die Schule  eingeweiht.

### Namen

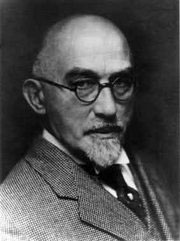
Hermann Böse

Von 1938 bis 1945 hieß das Gymnasium Lettow-Vorbeck-Schule nach dem General Paul von Lettow-Vorbeck
Nach dem Zweiten Weltkrieg wurde von der KPD beantragt, die Schule nach einem von den Nazis deportierten Musiklehrer des Gymnasiums, Hermann Böse (1870–1943), zu benennen. Der Senat benannte jedoch die Straße, an der die Schule liegt, nach Böse und das Institut, wie das in Bremen damals üblich war, als Gymnasium an der Hermann-Böse-Straße. Im Mai 2005 wurde die Umbenennung in Hermann-Böse-Gymnasium ab August 2005 beschlossen.
| Zeitraum  | Bezeichnung                                          |
| --------- | ---------------------------------------------------- |
| 1905–1937 | Realgymnasium                                        |
| 1937–1938 | Oberschule für Jungen an der Kaiser-Friedrich-Straße |
| 1938–1945 | Lettow-Vorbeck-Schule                                |
| 1945–1947 | Oberschule für Jungen an der Kaiser-Friedrich-Straße |
| 1947–1957 | Oberschule für Jungen an der Hermann-Böse-Straße     |
| 1957–2005 | Gymnasium an der Hermann-Böse-Straße                 |
| seit 2005 | Hermann-Böse-Gymnasium                               |

### Gebäude

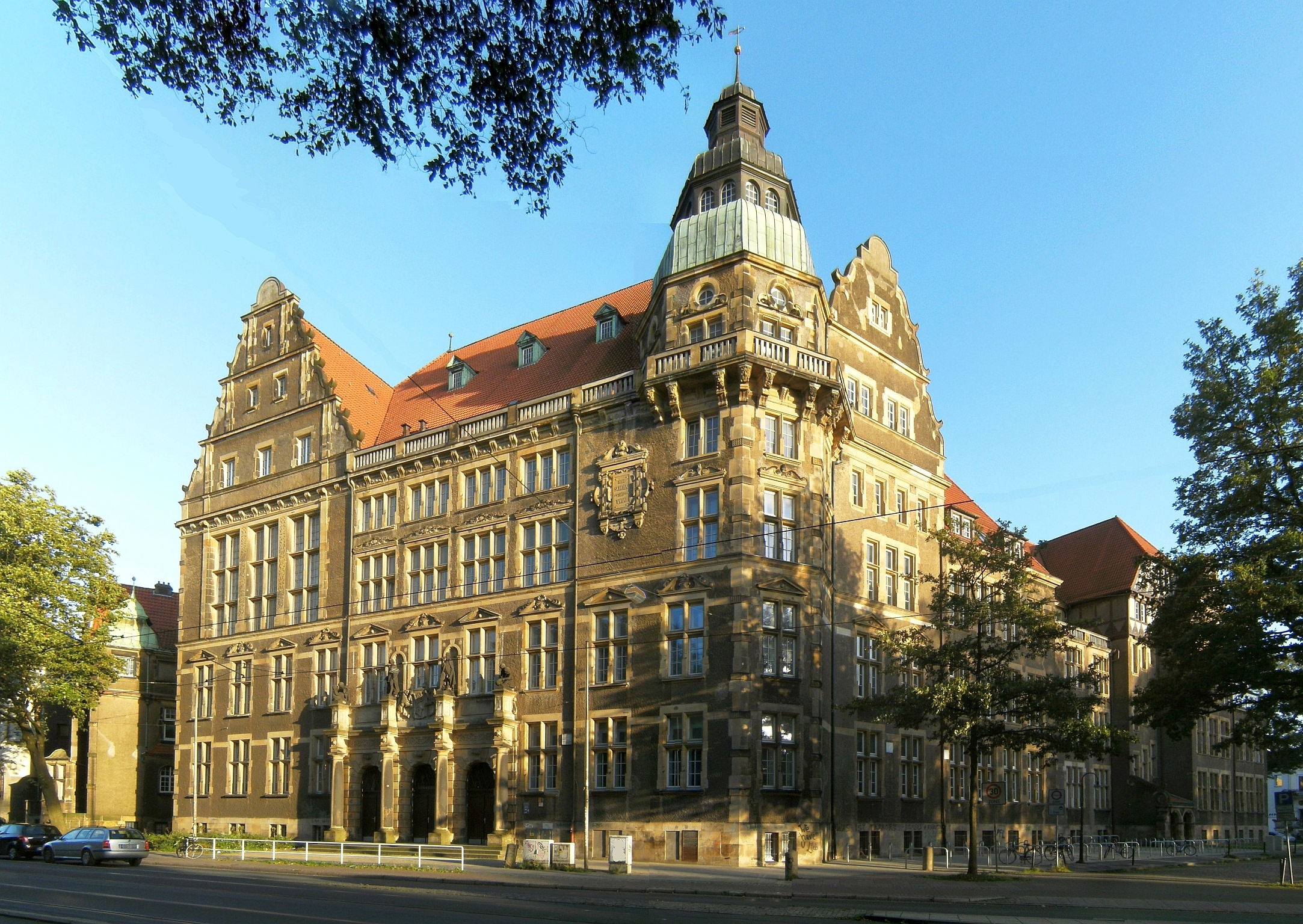
Vorderansicht der Schule

Das viergeschossige, historisierende Gebäude wurde auf der Grundlage eines Wettbewerbes nach Plänen der Sieger aus Berlin-Charlottenburg, der Architektengruppe Ferdinand Köhler, Paul Kranz und Otto Gröffel von 1902 bis 1905 gebaut und am 19. April 1906 eingeweiht.
Das Bauwerk nimmt Stilelemente der Weserrenaissance bei den meisten Giebeln sowie beim Portal und dem Turm auf. Bei der Fassade für die Einfassungen der Tür- und Fensteröffnungen, für das Portal, für die Gebäudekanten, für den ornamentalen und figürlichen Schmuck und für den Sockel Sandstein verwendet. Die Wandflächen tragen Rauputz. Als Kontrast haben einige obere Fachwerkteile einen Feinputz. Die Dächer sind mit roten Dachziegeln eingedeckt, der Turm mit Kupfer. Durch die Anbauten von Direktorenhaus und Turnhalle und durch die Grundstücksform entstand ein differenzierter, etwas uneinheitlicher Gebäudekomplex mit zweifach abgeknickten Fassaden.

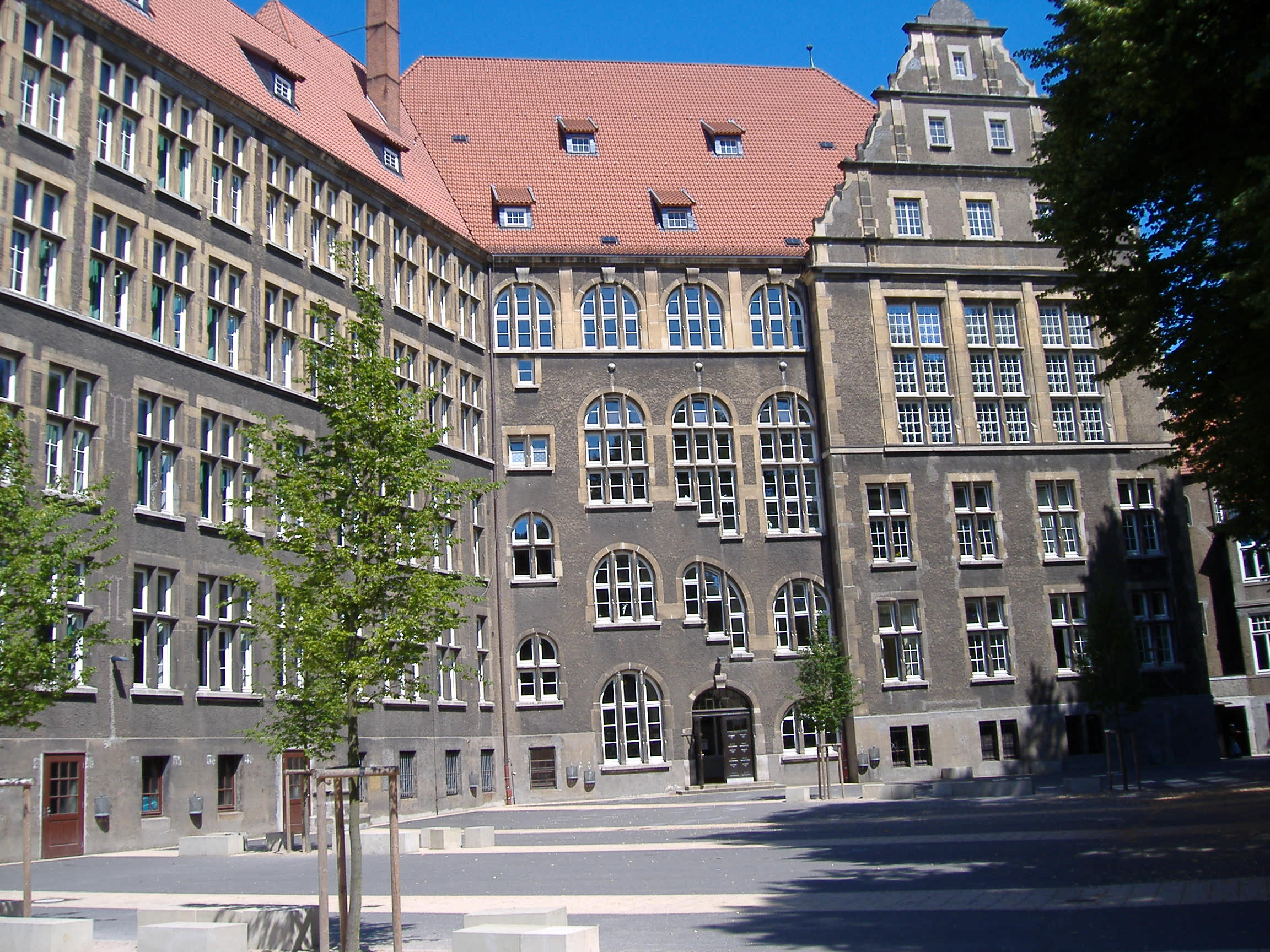
Hofseite des Gymnasiums (2006)

Mit dem Aufbau des bilingualen Gymnasiums seit 1991 wurden Umbauten und Neueinrichtungen im Gebäude notwendig, um den Unterrichtsanforderungen an die sich bildende Sekundarstufe I gerecht werden zu können. Seit 2004 umfasst die Sekundarstufe I am Hermann-Böse-Gymnasium zusätzlich die 5. und 6. Klassen. Mit der vollständigen bilingualen Sekundarstufe I ist das Schulgebäude wieder am Ende seiner Aufnahmekapazität angelangt. Deswegen fand zeitweise ein Teil des Unterrichts (vorwiegend der der Sekundarstufe II) im Gebäude der Oberschule am Barkhof statt.

## Schule heute

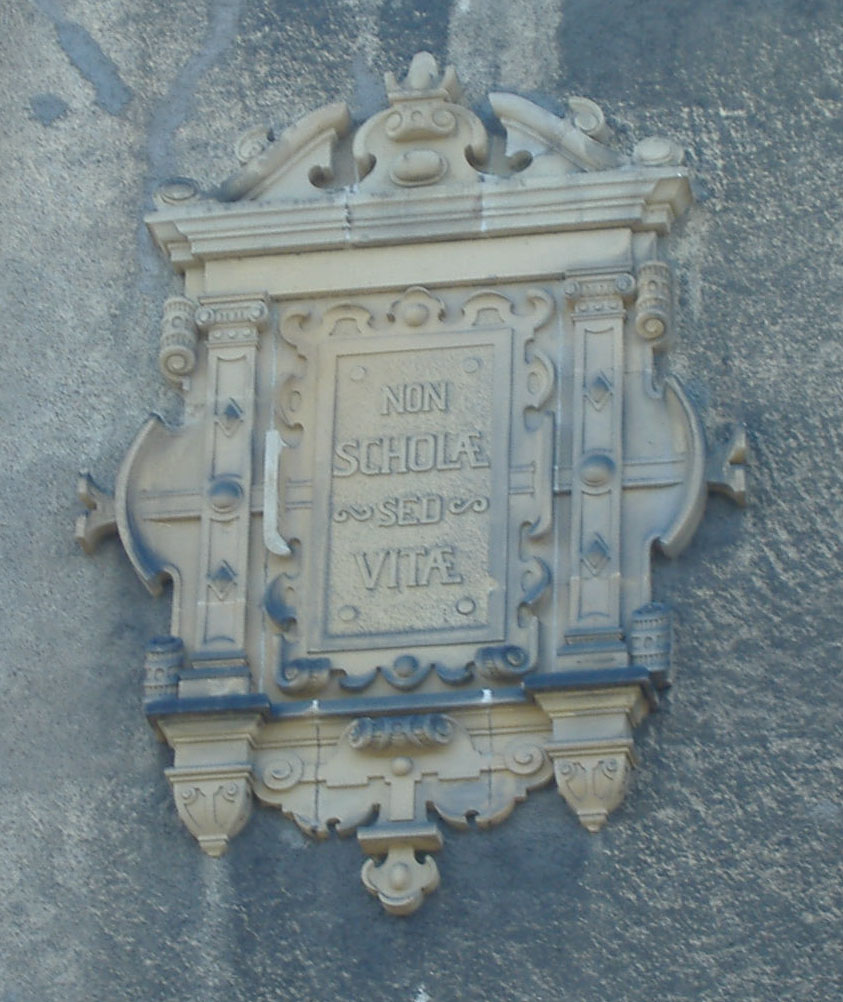
Lateinischer Leitspruch über dem Eingang

Das Motto der Schule ist an der Fassade über dem Haupteingang in Stein gemeißelt zu lesen „Non scholae sed vitae“ (lat., dt.: „Nicht für die Schule, sondern für das Leben [lernen wir]“), in der bekannten Umkehrung des Spruches von Seneca: „Non vitae sed scholae discimus“.
Jährlich veranstaltet die Schule ein internes Modell Europa-Parlament, an dem vorwiegend 10. Klassen der eigenen Schule teilnehmen. Einer Auswahl der Teilnehmer wird die Möglichkeit eröffnet, an dem bundesweiten Modell Europa-Parlament in Berlin teilzunehmen. Die Schule nimmt auch zusammen mit Partnerschulen aus dem Raum der Europäischen Gemeinschaft an dem von der EU geförderten Comenius-Programm teil. Wegen dieser und anderer Bestrebungen auf dem Themengebiet der Europäischen Gemeinschaft erhielt die Schule 2007 die Auszeichnung als Europaschule. Seit 2011/2012 ist das Hermann-Böse-Gymnasium auch IB World School und bietet das IB Diploma Programme als eigenständiges Profil in der Oberstufe an.

2019 wurde die Schule als achtbeste Schule Deutschlands beim Geschichtswettbewerb des Bundespräsidenten im Schloss Bellevue ausgezeichnet.
Der Schulverein von 1952 unterstützt Aktivitäten der Schule. Mitte der 1960er-Jahre waren um 90 % der Schüler Mitglied im Verein, in der Zwischenzeit stellen Eltern und Ehemalige den Hauptteil der Vereinsmitglieder.

## Bekannte Lehrer
- Hermann Tardel (1869–1951), von 1905 bis 1933 Lehrer und Schulleiter
- Hermann Böse (1870–1943), von 1907 bis 1933 Musiklehrer
- Friedrich Walburg (1890–1967), ab 1938 Studienrat an der Schule, von 1946 bis 1956 als Oberstudiendirektor Schulleiter
- Hans Julius Duncker (1881–1961), ab 1909 Lehrer für Naturwissenschaften und Mathematik
- Hans-Hermann Sieling (1917–1991), zuletzt Studiendirektor für Naturwissenschaften; er war von 1963 bis 1987 Mitglied der Bremischen Bürgerschaft (CDU)
- Michael Jentzsch (* 1975), Schriftsteller und Teilnehmer bei der Sendung „Schlag den Raab“
- Jörg Spielvogel (* 1961), Althistoriker

## Bekannte Schüler
- Heinrich Wilhelm Ahrens (1903–2002), Bremer Versicherungskaufmann
- Sönke Albers (* 1948), Professor für Wirtschaftswissenschaften an der Christian-Albrechts-Universität zu Kiel
- Ernst Albrecht (1930–2014), Niedersächsischer Ministerpräsident von 1976 bis 1990
- Tobias Bachmüller (* 1957), Geschäftsführender Gesellschafter der Katjes Fassin GmbH + Co. KG
- Dietrich Ballehr (1873–1959), Schiffskapitän
- Hermann Barnstorff (1891–1979), Germanist, Philologe und Hochschullehrer
- Philipp Behrens (1892–1948), Beamter und Landherr in Bremen
- Hartwig Bohne (* 1976), Professor für Internationales Hotelmanagement an der Fachhochschule Dresden School of Management
- Harm-Hinrich Brandt (* 1935), Historiker
- Edmund Duckwitz (* 1949), Botschafter in Mexiko
- Martin Elste (* 1952), Musikwissenschaftler und Diskologe
- Sara Fazilat (* 1987), Schauspielerin
- Hans O. E. Gronau (1925–2001), Autor, Maler, Graphiker und Fotograf
- Herbert Hockemeyer (1909–1983), Arzt und Sanitätsoffizier
- Klaus J. Jacobs (1936–2008), Bremer Kaffee-Dynastie, Jacobs-Universität Bremen
- Rudolf Jacobs (1914–1944), Ingenieur und Partisan in Italien
- Kawus Kalantar (* 1990 oder 1991), Stand-Up-Comedian
- Josef Kastein (Julius Katzenstein) (1890–1946), Jurist und Schriftsteller
- Peter Kuckuk (1938–2018), Historiker und Hochschullehrer
- Hans-Joachim Kulenkampff (1921–1998), Schauspieler und Fernsehmoderator
- Jürgen Michaelsen (* 1935), Modeschöpfer
- Rudolf Monnerjahn (1934–2021), Mitglied der Bremischen Bürgerschaft
- Karl H. Peter (1918–2003), Marineoffizier
- Simon Rolfes (* 1982), Fußballnationalspieler
- Friedrich Walburg (1890–1967), Pädagoge und Historiker, Bremer Oberstudiendirektor
- Peter Weiss (1916–1982), Schriftsteller und Maler von 1927 bis 1930
- Patrick Wendisch (* 1957), Präses der bremischen Handelskammer von 2004 bis 2007
- Bernd-Artin Wessels (* 1941), Bremer Unternehmer als Importeur von Südfrüchten (Scipio-Gruppe, Atlanta AG) und Mäzen
- Adolf Wolfard (1901–1951), Redakteur
- Friedrich Wilhelm Prinz von Preußen (1939–2015), Historiker